# Xã Patterson, Quận Greene, Illinois
Xã Patterson (tiếng Anh: Patterson Township) là một xã thuộc quận Greene, tiểu bang Illinois, Hoa Kỳ. Năm 2010, dân số của xã này là 636 người.